# Wiener Internationale Gartenschau 74
De Wiener Internationale Gartenschau 74, kortweg WIG 74, was de tweede wereldtuinbouwtentoonstelling in Wenen. 
De plannen werden al ontwikkeld sinds de sluiting van de WIG 64. Het succes van 1964 bracht de gemeenteraad er toe om opnieuw een tuinbouwtentoonstelling te organiseren. Een terrein aan de zuidkant van de stad dat in de tijd van de stommefilm als opname terrein / filmstudio had gediend was bij uitstek geschikt om een groot park aan te leggen. In 1969 won de tuinarchitekt Erich Hanke een internationale ontwerpwedstrijd. Hij vormde daarna verschillende werkgroepen van landschapsarchitecten uit diverse landen, die verschillende ontwerpen voor delen van het terrein maakten. De beste ontwerpen werden in het terrein opgenomen. 
Op het terrein werd een monorail aangelegd om de bezoekers te vervoeren, deze is echter gesloopt wegens gebrek aan succes. Na afloop van de tentoonstelling werd het park vrij toegankelijk.